# Tooting
Tooting est un district de la banlieue sud de Londres localisé dans le borough de Wandsworth.

## Personnalités liées au quartier
- Albert Hill (1889-1969), double champion olympique en demi-fond.
- Margaret Prosser, pair travailliste, née à Tooting le 22 août 1937.
- Sadiq Khan, maire de Londres, né à Tooting le 8 octobre 1970.
- Clinton Morrison, footballeur irlandais, est né à Tooting le 14 mai 1979.
- Darren Bent, footballeur anglais, est né à Tooting le 6 février 1984.
- Raye, chanteuse britannique, est née à Tooting 24 octobre 1997.